# Футбол на летней Универсиаде 2011
Футбольный турнир на летней Универсиаде 2011 года стартовал за день до её официального открытия (11 августа) и закончился 22 августа. За медали боролись 16 мужских и 12 женских сборных.

## Медали

### Общий зачёт
(Жирным выделено самое большое количество медалей в своей категории; принимающая страна также выделена)
| Общее количество медалей |                |        |         |        |       |
| Место                    | Страна         | Золото | Серебро | Бронза | Всего |
| 1                        | Япония         | 1      | 1       | 0      | 2     |
| 2                        | Китай          | 1      | 0       | 0      | 1     |
| 3                        | Великобритания | 0      | 1       | 0      | 1     |
| 4                        | Бразилия       | 0      | 0       | 2      | 2     |

### Медалисты
| Дисциплина | Золото | Серебро | Бронза |
| Мужчины    | Япония Такуя Масуда Нагиса Сакараути Кадзуки Оива Макото Риндо Юсукэ Хига Такахиро Накадзато Кохэй Хаттанда Кадзуя Ямамура Такамицу Томияма Ёсукэ Каваи Юдзи Сэнума Сун Такаги Масаки Миясака Юити Маруяма Мицунари Мусака Акито Кавамото Юдзава, Ёсукэ Сого Танигути Нобуюки Сиина Акасаки Сухэй | Великобритания Дэнни Алкок Грэм Лоу Джонатан Элс Скотт Маккабин Райан Батли Гэри Уоррен Крейг Мозес Киран Мёрфи Бенджамин Пью Марк Андерсон Джек Уинтер Дэнни Слит Николас Джапп Кайл Маколей Эндрю Кук Доминик Лэнгдон Гэвин Мэлин Джеймс Крейген Эктор Мэки Томас Торли | Бразилия Карлос Нуньес Жоан Жордан Жуниор Фернандо Кунья Итало Силва Марсело Силва Луиз Сириасо Роналдо Силва Тьяго Флоренсио Андерсон Силва Андре Сантос Жоан Салес Жуниор Кайо Мело Жандерсон Силва Линикер Анисето Деннис Аморим Эдуардо Карвальо Луиз Пайшао Рамон Круз Жеферсом Бергер |
| Женщины    | Китай Чжао Лили Сюй Яньфэнь Го Тяньи Ван Дунни Фань Тинтин Би Янь Ван Чэнь Ли Вэнь Ван Шаньшань Ван Линлин Чжао Жун Сун Сянцзе Цюй Шаньшань Пан Фэнъюэ Ли Дунна Лю Цзя Син Вэй Ван Фэй Ван Шимэн                                                                                                  | Япония Маю Фунада Наоко Сакурамото Момоко Саяма Риэ Усуи Аки Таго Сихо Кохата Нацуки Кисикава Риса Икадаи Ами Отаки Хикарэ Накадэ Наоруко Судзуки Сакико Икэда Ая Ноити Марина Танака Идзуми Осада Маю Кубота Тихо Такахаси Ами Сугита Юко Такэяма Такако Сугияма         | Бразилия Домингиас Вивиуе Розеане Соза Дайане Рената Диниз Карен Роча Жойсе Коста Катлен Уиггерз Даниэле Батиста Дебора Оливейра Таис Гуэдес Мариэл Анунсиасан Адриана Коста Жиованна Оливейра Алине Шавьер Адриана Оливейра Марсела Леандро Камила Оливейра Чарли Венди Дерретт            |

## Участники

### Мужчины
| Группа А    | Группа В | Группа С | Группа D       |
| ----------- | -------- | -------- | -------------- |
| Китай       | Бразилия | Италия   | Великобритания |
| Колумбия    | Малайзия | Таиланд  | Гана           |
| Намибия     | Россия   | Уругвай  | Канада         |
| Южная Корея | Украина  | Чехия    | Япония         |

### Женщины
| Группа А       | Группа В    | Группа С |
| -------------- | ----------- | -------- |
| Великобритания | Мексика     | Бразилия |
| Канада         | Россия      | Франция  |
| Китай          | ЮАР         | Эстония  |
| Тайвань        | Южная Корея | Япония   |